# Tjärnraningstjärnen
Tjärnraningstjärnen är en sjö i Örnsköldsviks kommun i Ångermanland som ingår i Moälvens huvudavrinningsområde.